# Железная гвардия
«Желе́зная гва́рдия» (рум. Garda de Fier) — румынское ультраправое клерофашистское общественно-политическое движение, действовавшее в Румынии в период между двумя мировыми войнами (с 1927 по 1941 год). Основано в 1927 году как Легион Архангела Михаила (рум. Legiunea Arhanghelul Mihail), вскоре стало известно как Движение легионеров (рум. Mișcarea Legionară); политическое крыло Гвардии носило название «Всё для Отечества» (рум. Totul pentru Țară). Партия представляла идеологию румынского ультранационализма, антикоммунизма и антисемитизма, а также активно поддерживала Румынскую православную церковь. В сентябре 1940 года партию привёл к власти Ион Антонеску, назначив её руководителя Хорию Сима вице-премьером Румынии. В стране начались антисемитские погромы, спровоцированные Железной гвардией. Однако в январе 1941 года после попытки путча Антонеску при поддержке румынской армии разгромил Железную гвардию, уничтожив её руководство и вынудив Хорию Сима бежать в Германию.

## Предыстория
24 июня 1927 года Корнелиу Зеля Кодряну основал движение под названием «Легион Архангела Михаила», став его главой до своей гибели в 1938 году. Его члены назывались «легионерами» (рум. legionarii), а само движение стало известно как «Движение легионеров» (рум. Mişcarea Legionară), несмотря на постоянную смену названий организации. В марте 1930 года Кодряну создал Железную гвардию — военизированное крыло движения, однако вскоре так стали называть и весь Легион. В июне 1935 года Легион вновь сменил название и стал партией «Всё для Отечества» (рум. Totul pentru Ţară), приняв участие в выборах 1937 года.

## Структура

### Идеология
Исследователь европейского фашизма Стенли Пэйн писал, что Легион стал одним из самых необычных массовых движений Европы межвоенных времён. Он отличался от иных националистических фашистских движений Европы и в своём понимании национализма: национализм в их понимании был крепко связан с религией, в атмосфере которой воспитывался человек с самого детства. По свидетельству Иоанида, Легион «осознанно включал мощные элементы православия в свою политическую идеологию с той целью, чтобы стать одним из немногих европейских политических движений со структурой религиозной идеологии». Корнелиу Зеля Кодряну, глава Легиона, был глубоко верующим прихожанином Румынской православной церкви и патриотом Румынии, поэтому он поставил своей целью провести духовное возрождение всех румын.
По его философии, жизнь человека являлась греховной и насильственной политической войной, а преодолеть это насилие можно было только путём очищения от скверны всего народа; по такой схеме предполагалось, что легионеру необходимо совершать куда более важные действия, чем просто сражаться, и даже подавлять инстинкт самосохранения ради процветания страны. Легион также стремился образовать революционного «нового человека», но при этом не поддерживал попытку внедрения какого-то аналога нацистской расовой политики. Легионеры хотели сделать свой народ «ближе к Богу». В плане экономики они выступали за национализацию предприятий и отвергали капитализм как пережиток материализма. Своей целью Легион поставил борьбу с действовавшими буржуазными политиканами и евреями.

### Стиль
Главным цветом Легиона был тёмно-зелёный, за что легионеров прозвали «зелёнорубашечниками» (рум. Cămășile verzi). Зелёный как таковой трактовался как цвет возрождения, воскрешения, обновления. Приветствовали легионеры друг друга так называемым «Римским салютом». Главным символом Легиона был тройной крест в форме тюремной решётки (символ мученичества), который часто назывался «Крест Архангела Михаила» (рум. Crucea Arhanghelului Mihail).
Легиону был близок мистицизм, основанный на культе смерти, мученичества и самопожертвования. В его составе были так называемые «Эскадроны смерти» (рум. Echipa morții), предназначением которых были путешествия по городам Румынии и громкие исполнения песен. Название было выбрано неслучайно: члены эскадронов смерти постоянно были в опасности, поскольку любого из них могли убить полицейские, коммунисты либо кто-то ещё, кого Легион расценивал своим врагом. В числе членов Эскадронов смерти были православный священник Ион Думитреску-Борша, легионеры Стерие Чуметти, Петре Цоку, Таке Савин, Траян Климе, Иосиф Бозынтан и Николае Константинеску.
Ячейка Легиона называлась «гнездом» (рум. cuib). Члены Легиона следовали таким ценностям, как дисциплина, трудолюбие, образование, честь, взаимовыручка, целеустремлённость и т. д., а иногда они и вынуждены были блюсти обет молчания.

## История

### Образование и восхождение

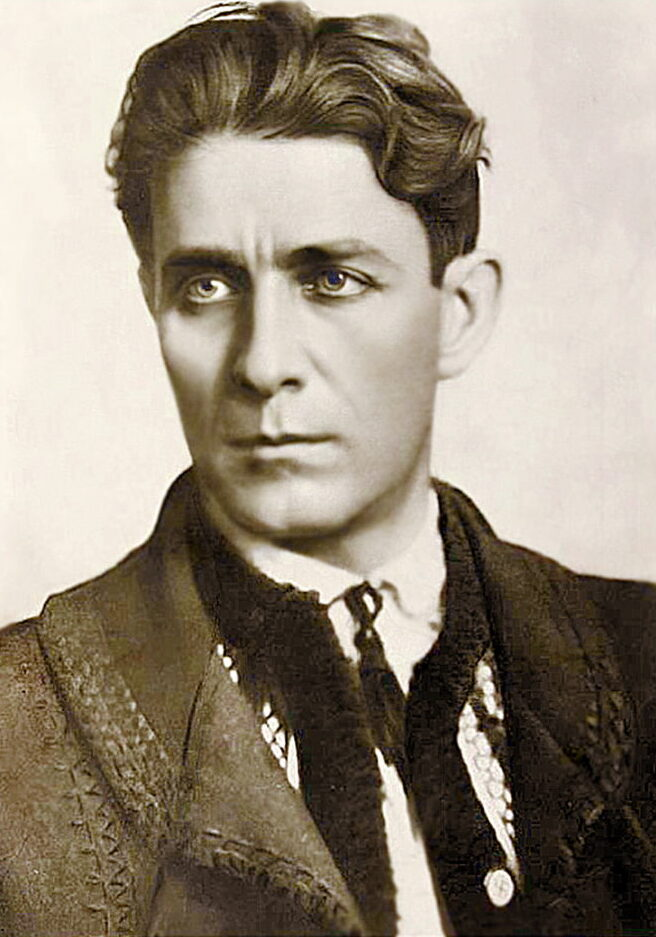
Корнелиу Зеля Кодряну, основатель Железной гвардии

В 1927 году Корнелиу Зеля Кодряну, состоявший в румынской Лиге национальной христианской защиты Александру Кузы, покинул партию с целью образования собственного движения — Легиона Архангела Михаила. Существует предположение, что Кодряну позаимствовал это название у Русского народного союза имени Михаила Архангела — организации черносотенцев в Российской империи. Легион отличался от иных фашистских движений своей популярностью среди крестьян и студентов, но при этом одной из традиций являлось уважение к ветеранам Первой мировой войны.
Кодряну был харизматичным лидером и сделал Легион известным благодаря пропаганде, совмещённой со спектаклями. Марши, христианские крестные ходы и иные церковные шествия, исполнение патриотических песен и партизанских гимнов, а также благотворительная деятельность и активная антикоммунистическая пропаганда позволили Легиону обогнать по популярности все партии, которые Кодряну считал продажными и прогнившими насквозь. Изначально Железная гвардия готова была поддержать любого политика, который попытается дать бой молодому Советскому государству.
В идеологии Железной гвардии также присутствовал антисемитизм, например, академик и симпатизант Железной гвардии, а позже и министр Национал-легионерского государства Траян Брэиляну продемонстрировал «невозможность интеграции евреев с другими нациями» в своих исследованиях.
10 декабря 1933 премьер-министр от Либеральной партии Ион Дука объявил партию вне закона, что привело к многотысячной волне арестов и нападений полиции по приказу Дуки на членов Железной гвардии приведшей к гибели 18 членов. 30 декабря 1933 в 22 ч. тремя членами отряда Никадори Николасом Константинеску, Ионом Караникой и Дору Белимаче организовано покушение на Дуку: Константинеску четырьями выстрелами из револьвера смертельно ранил премьер-министра на железнодорожном вокзале Синайя.

### Стремление к власти

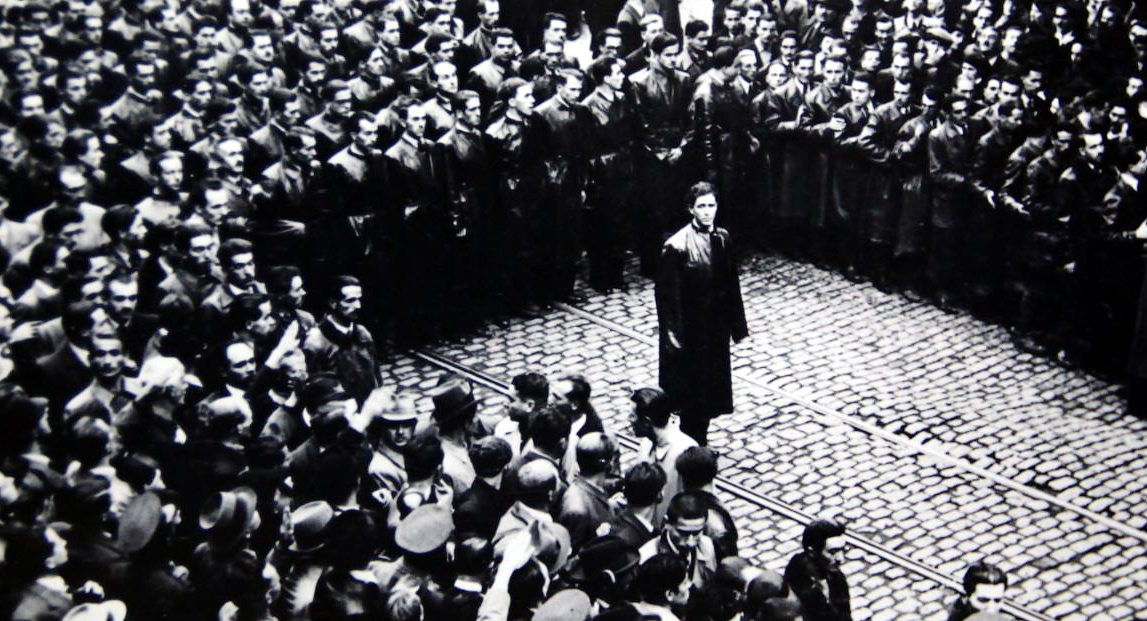
Корнелиу Кодряну выступает перед легионерами в 1937 году

На парламентских выборах 1937 года Легион занял 3-е место, набрав 15,5 % голосов (его обошли Либеральная и Крестьянская партии). Король Румынии Кароль II выступал против Легиона (считается, что он опасался за свою содержанку Магду Лупеску, которая была не то опальной аристократкой, не то еврейкой) и пытался его не допустить к власти, пока в 1940 году силами Иона Антонеску короля не заставили отречься от престола. 10 февраля 1938 года король вовсе распустил парламент, став диктатором в стране.
В апреле 1938 года Кодряну был арестован и брошен в тюрьму. Суд доказал его причастность к убийству Иона Дуки и приговорил его к смерти вместе с 13 соратниками (в том числе и тремя убийцами Дуки). Приговор привели в ночь с 29 на 30 ноября 1938 года, чтобы никто не сбежал из тюрьмы. Историки, однако, считают, что попытки бегства не предпринималось, а приказ о расстреле отдал король, который опасался за свою жизнь: 24 ноября 1938 года легионеры ворвались в рабочий кабинет министра внутренних дел Румынии Арманда Кэлинеску и убили его друга.
7 марта 1939 года король не выдержал и вынужден был сформировать новое правительство, назначив Кэлинеску премьер-министром и положив конец диктатуре. Однако 21 сентября 1939 года легионеры добрались и до Кэлинеску, убив его и тем самым отомстив за Кодряну. Война между Легионом и королём продолжилась, но вместе с тем неприятности начались и внутри самого легиона. С 1939 года главными руководителями почему-то назначались неопытные люди, находившиеся на вторых ролях. В конце 1940 года венгерские спецслужбы составили секретный отчёт о положении дел в Легионе: как выяснилось, там образовалось три враждующих группировки. Первую возглавлял Хория Сима, уроженец Баната и самый прагматичный лидер (менее всего склонный к традиционным православным ценностям). Вторую возглавлял Ион Зеля Кодряну, отец Корнелиу Кодряну, с братьями. Третья группировка была известна как группировка Моца-Марин и выступала за возвращение к религиозной основе движения. После долгой вражды 6 сентября 1940 года форум легионеров признал всё-таки Симу своим лидером, наименее радикально из всех настроенным. 28 сентября того же года Кодряну-старший безуспешно попытался захватить штаб-квартиру легионеров в Бухарестском зелёном доме.

### Деяния Симы
В начале Второй мировой войны Румыния придерживалась политики нейтралитета. Однако заключение пакта между СССР и Германией о ненападении и подписание секретного протокола фактически развязало Советскому Союзу руки в вопросе о принадлежности Молдавии. Румыния отказалась принимать польское правительство в изгнании и польские войска. Гибель Кэлинеску не убедила Кароля II отказаться от нейтралитета. Однако после капитуляции Франции и оставления британскими войсками континентальной Европы румыны всё-таки выбрали сторону блока Оси. Правительство Иона Джигурту 4 июля 1940 года после образования предложило Железной гвардии направить в правительство любого, кто изъявит желание. Единственным, кто был готов на это, стал Хория Сима.
4 сентября 1940 года Легион заключил союз с Ионом Антонеску, генералом румынской армии. Вскоре они дождались повода для государственного переворота: Второй Венский арбитраж, по которому у Румынии Венгрия отобрала Северную Трансильванию, вынудил их действовать. Кароль II отрёкся от престола, а наследником стал его сын Михай. Румыния тем самым чётко обозначила своё стремление войти в блок Оси. Было провозглашено Национал-легионерское государство, а Железную гвардию признали единственной законной партией. Антонеску стал почётным членом Легиона, а Сима — вице-премьером. Вплоть до 21 января 1941 года Легион вёл антисемитские чистки и погромы. В Жилавской тюрьме в ноябре 1940 года грянула резня, учинённая легионерами. От рук легионеров погибли многие деятели политики и культуры, в том числе историк и бывший премьер-министр Николае Йорга, руководитель Сигуранцы Михаил Морузов и экономист Вирджил Маджару, бывший министр в правительстве.

### Разгром и свержение
Находясь у власти, Сима рассорился с Антонеску окончательно: он выступал за то, чтобы правительство следовало духу легионеров; чтобы весь государственный аппарат составляли только легионеры; чтобы экономическая политика координировалась в интересах блока Оси и самой нацистской Германии. Антонеску отказался подчиняться требованиям Симы, в ответ на что тот направил «Эскадроны смерти». Развязалась схватка, в которой должен был остаться только один — тот, кто станет фактическим правителем Румынии при марионеточном короле Михае. Легионеры немедленно подняли бунт, завязав стычки с румынской армией после очередной серии еврейских погромов в Бухаресте и пытаясь нанести упреждающий удар. Во время одной из расправ легионеры загнали евреев на скотобойню, убили их там и вывесили трупы на крюки, после чего разрубили их так, как мясники разделывают тушу животного по еврейским традициям.
Однако Сима проиграл. К 24 января 1941 года Антонеску, получив одобрение от Адольфа Гитлера и армии, фактически присвоил себе власть, а Сима был наголову разгромлен. Ему пришлось бежать с легионерами в Германию. В ходе бунта Железная гвардия убила 125 евреев и 30 солдат румынской армии, потеряв от 200 до 800 человек убитыми, и 9000 арестованными. Антисемитские традиции перенял Антонеску, отправляя солдат и карателей в операции по ликвидации евреев. Рауль Хильберг в книге «Уничтожение евреев Европы» писал, что даже немцы были в ужасе от того, насколько безжалостно румыны расправлялись с евреями, и вынуждены были их иногда останавливать, чтобы те не перешли некую черту. Впрочем, по большей степени румыны не следовали немецкому порядку и не строили концлагерей или системы перевоза еврейских пленных, а просто устраивали банальные бандитские погромы и бойни.
Часть легионеров погибла на фронтах Второй мировой войны, а часть после войны была арестована румынскими коммунистическими властями и по приговору суда либо казнена за коллаборационизм, либо осуждена к длительным срокам заключения.[уточнить] Некоторые, как Ион Гаврилэ Огорану, Спиру Блэнару, Гогу Пую, Николае Чолаку, участвовали в антикоммунистическом партизанском движении.
Многие видные деятели «Железной гвардии» после войны нашли убежище в Испании и Португалии, избежав преследования за военные преступления. Там организацию возглавлял сначала Хория Сима, а с 1950-х годов Василе Яшински. Композитор Ион Мынзату, сочинивший гимн «Железной гвардии», позднее эмигрировал в Италию и получил известность под псевдонимом Нелло Мандзатти.
С другой стороны, в связях с легионерами в разное время уличались некоторые деятели РКП и офицеры Секуритате (Константин Дэскэлеску, Николае Дойкару, Георге Крэчун). Такие сведения использовались в качестве компромата во внутрипартийном противоборстве. Зловещую известность приобрёл Эуджен Цуркану — бывший легионер, ставший коммунистом, арестованный за прежнюю связь с Железной гвардией и сотрудничавший с тюремной администрацией в насилии над заключёнными.

## Память

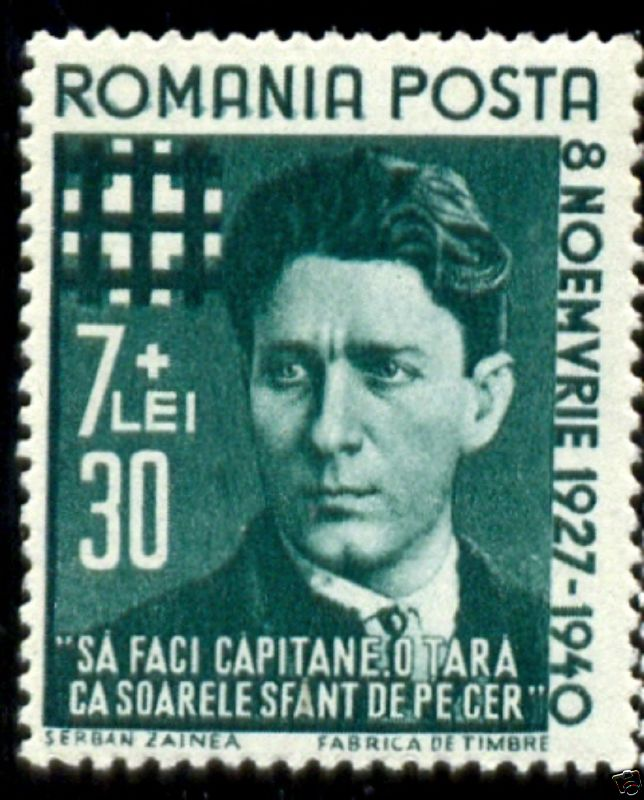
Почтовая марка Румынии с изображением Корнелиу Зеля Кодряну и флагом партии

Название «Железная гвардия» ныне использует небольшая группа румынских националистов, не играющая серьёзной роли на политической арене Румынии в современности. Правопреемниками Легиона считают себя другие партии — «За Отечество» (рум. Pentru Patrie; президентом партии до конца жизни являлся легионер и повстанческий командир Ион Гаврилэ Огорану) и «Новые правые» (рум. Noua Dreaptă). У Новых правых сложился культ личности Корнелиу Кодряну, также они используют кельтский крест как свою символику. «Легионерскими» симпатиями известен лидер Голаниады Мариан Мунтяну.
Видным сторонником «Железной гвардии» был философ и религиовед Мирча Элиаде, 14 июля 1938 г. заключённый за свою приверженность организации в концлагерь Меркуря-Чук.

### Первоисточники
- Кодряну К. Моим легионерам. — Тамбов, 2009. — 352 с. — ISBN 978-5-88934-417-9.
- Sima, Horia, The History of the Legionary Movement, England, Legionary Press, 1995 — ISBN 1-899627-01-4
- Sturdza, Mihail R., The Suicide of Europe: Memoirs of Prince Michael Sturdza (American Opinion Books, 1968, ISBN 0-88279-214-8).
- Эвола Ю. Драма румынского легионерства // Традиция и Европа. — Тамбов, 2009. — С. 187—191. — ISBN 978-5-88934-426-1.

### На русском
- Гет И., Горноскуль Ю., Мельшин Е. Дом с зелёной крышей. — М. : Сеятель, 2022. — 312 с. — ISBN 978-5-9216-2388-0.
- Васильченко А. Между Дуче и Гитлером. — М. : Эксмо : Яуза, 2004. — 480 с. — ISBN 5-699-07528-3.

### На английском
- Fascism[англ.] (Oxford Readers) edited by Roger Griffin, Part III, A., xi. «Romania», pp. 219—222 (Oxford University Press, 1995, ISBN 0-19-289249-5).
- Payne, Stanley G. Fascism: Comparison and Definition, pp. 115—118 (University of Wisconsin Press, 1980, ISBN 0-299-08060-9).
- Nagy-Talavera, Nicholas M.[англ.], The Green Shirts and the Others: A History of Facism in Hungary and Romania, Iasi, Oxford, Portland, The Center for Romanian Studies, 2001
- Roland Clark, Holy Legionary Youth: Fascist Activism in Interwar Romania, Cornell University Press, 2015 ISBN 978-0-8014-5368-7
- Larry L. Watts, Romanian Cassandra: Ion Antonescu and the Struggle for Reform, 1916—1941., Columbia University Press, 1993, 390 pp.